# Трограни живац
Трограни или тригеминални живац (лат. nervus trigeminus) је мешовити кранијални нерв, који инервише мастикаторну мускулатуру и из ње изведене мишиће (предњи трбух двотрбушног, милохиоидни, мишић затезач меког непца и мишић затезач бубне опне), док његов сензитивни део оживчава кожу лица и предњег дела главе, слузокожу носне дупље, усне дупље и предње 2/3 језика, зубе, вежњачу, поједине опне очне јабучице и извесне делове тврде мождане опне. Овим гранама се прикључују симпатичка и парасимпатичка нервна влакна која потичу из фацијалног и језично-ждрелног живца, а која инервишу различите органе.
Тригеминални живац излази из можданог стабла на граници предње и бочне стране моста помоћу два корена: моторног и сензитивног (коме је придодат и тригеминални ганглион). Оба корена су међусобно приљубљена и пружају се косо навише, упоље и унапред и улазе у тригеминалну дупљу, након што пређу преко горње ивице петрозног дела слепоочне кости, и улазе у тригеминални (Гасеров) ганглион.
Од предње-доње ивице ганглиона полазе завршне гране тригеминуса: офталмични, горњовилични и доњовилични живац, а сваком од тих грана је придодат по још један или два вегетативна ганглиона.

## Офталмични живац
Офталмични живац је сензитивна завршна грана тригеминуса, која инервише кожу горњег очног капка и чела, слузокожу горњег и предњег дела носне дупље, вежњачу, фиброзну и судовну опну ока и делове тврде можданице. Њему се придружују и симпатичка влакна, која одлазе у цилијарни ганглион.
Завршне гране овог нерва су: сузни, чеони и назоцилијарни живац.

## Горњовилични живац
Горњовилични или максиларни живац је такође сензитивна завршна грана тригеминуса, али му се прикључују и вегетативна нервна влакна која одлазе у криластонепчани ганглион. Живац инервише кожу средњег дела лица, слузокожу задњег и доњег дела носне дупље, тврдог и меког непца, зубе и десни у горњој вилици и средишњи део тврде можданице. Осим тога, преко ганглиона он регулише рад сузне, носних и непчаних жлезда.
Завршне гране горњовиличног живца су: јабучни живац, криластонепчани живци, задње-горње зубне гране и инфраорбитални живац.

## Доњовилични живац
Доњовилични или мандибуларни живац је мешовита и најјача завршна грана тригеминуса. Он инервише мастикаторне и из њих изведене мишиће, кожу доњег дела лица, слепоочне регије и спољашњег ушног канала, слузокожу образа, доње усне, подјезичног предела и предње трећине језика, зубе и десни доње вилице и део тврде можданице. Осим тога, мандибуларни нерв регулише рад паротидне, подвиличне и подјезичне жлезде и преноси чуло укуса из језика.
Завршне гране живца су предња и задња. Од предње гране се одвајају: дубоки слепоочни живци, образни и масетерични живац, док се од задње гране одвајају: унутрашњи криласти живац, живац затезач меког непца, живац затезач бубне опне, ушно-слепоочни живац, доњи зубни живац и језични живац.
Ганглиони придодати овом нерву су: отички и подвилични ганглион.